# Tomicodon humeralis
Tomicodon humeralis är en fiskart som först beskrevs av Charles Henry Gilbert, 1890.  Tomicodon humeralis ingår i släktet Tomicodon och familjen dubbelsugarfiskar. IUCN kategoriserar arten globalt som livskraftig. Inga underarter finns listade i Catalogue of Life.